# Alfred William Alcock
Alfred William Alcock (23 de junho de 1859, Bombaim - 24 de março de 1933 Belvedere, Kent) foi um naturalista e médico do Reino Unido.